# Blasius Grünewald
Blasius Grünewald (* um 1490 in Leipzig; † vermutlich 1577; auch Blasius Gronewalt, Grunewaldt oder Grunwalt) war ein deutscher Gelehrter und kursächsischer Leibarzt.

## Leben
Sein Vater, Hans Grünewald, ein Sattler aus Rain an der Donau oder aus Rayen in Moers, erwarb 1491 das Bürgerrecht in Leipzig. Im Sommersemester 1506 wurde Grünewald an der Universität Leipzig aufgenommen, wofür er zwei Groschen zahlte. Im Jahr 1514 graduierte er dort zum Bakkalaureus und am 29. Dezember 1518 zum Magister. Zu seinen Kommilitonen zählte unter anderem der spätere Reformator der Leipziger Universität, Caspar Borner (1492–1547).
Ursprünglich strebte Grünewald ein Studium der Theologie an und empfing 1517 die Weihe zum Altardiener. Er promovierte später an einem unbekannten Ort und begann 1519, an der Artistenfakultät der Universität Leipzig zu lehren. Im Wintersemester 1535 wurde er in die medizinische Fakultät aufgenommen. Zu diesem Zeitpunkt war er bereits als kursächsischer Leibarzt der Herzöge Georg und Heinrich sowie der Kurfürsten Moritz und August tätig.
Grünewald selbst ist bis 1563 dokumentiert und verstarb vermutlich spätestens 1577 im Alter von etwa 87 Jahren.

## Familie
Blasius Grunewald war mit Elisabeth Hutter verheiratet, deren Vater, Johann Hutter (* 1439; † 1552), als Ratsherr und Apotheker in Leipzig tätig war. Elisabeths Schwester, Barbara Hutter, heiratete Wolfgang Peucer, den Sohn des bekannten Caspar Peucer.
Die Söhne von Blasius und Elisabeth, Johann und Paul, besuchten von 1550 bis 1556 die renommierte Fürstenschule in Meißen. Johann wurde später Stadtrichter in Leipzig, und Paul fungierte als Kammerkanzleischreiber in Dresden. Seine Tochter Barbara Grünewald (1543–1591) heiratete 1563 den kursächsischen Kanzler David Pfeiffer (1530–1602). Der jüngste Sohn, Sebastian (1538–1598), absolvierte seine schulische Laufbahn in Breslau und Briga und war eine Zeit lang als Apotheker tätig.

## Werke
Grünewald hinterließ seine Büchersammlung der 1559 gegründeten Bibliothek der Dresdener Kreuzkirche, die der Öffentlichkeit zugänglich gemacht wurde. Die Büchersammlung ist heute jedoch nicht mehr auffindbar.